# Przeczów (Namysłów)
Przeczów (deutsch Prietzen) ist eine Ortschaft in Niederschlesien. Der Ort liegt in der Gmina Namysłów im Powiat Namysłowski in der Woiwodschaft Oppeln in Polen.

## Geographie

### Geographische Lage
Das Straßendorf Przeczów liegt 14 Kilometer südwestlich der Gemeinde- und Kreisstadt Namysłów (Namslau) sowie 63 Kilometer nordwestlich der Woiwodschaftshauptstadt Opole (Oppeln). Der Ort liegt in der Nizina Śląska (Schlesische Tiefebene) innerhalb der Równina Oleśnicka (Oelser Ebene). Durch den Ort fließt die Pijawka. Przeczów ist umgeben von zahlreichen Waldgebieten. Durch den Ort führt die Woiwodschaftsstraße Droga wojewódzka 396.

### Nachbarorte
Nachbarorte von Przeczów sind im Westen Radzieszyn (Ziegelhof) und im Süden Mikowice (Lampersdorf).

## Geschichte

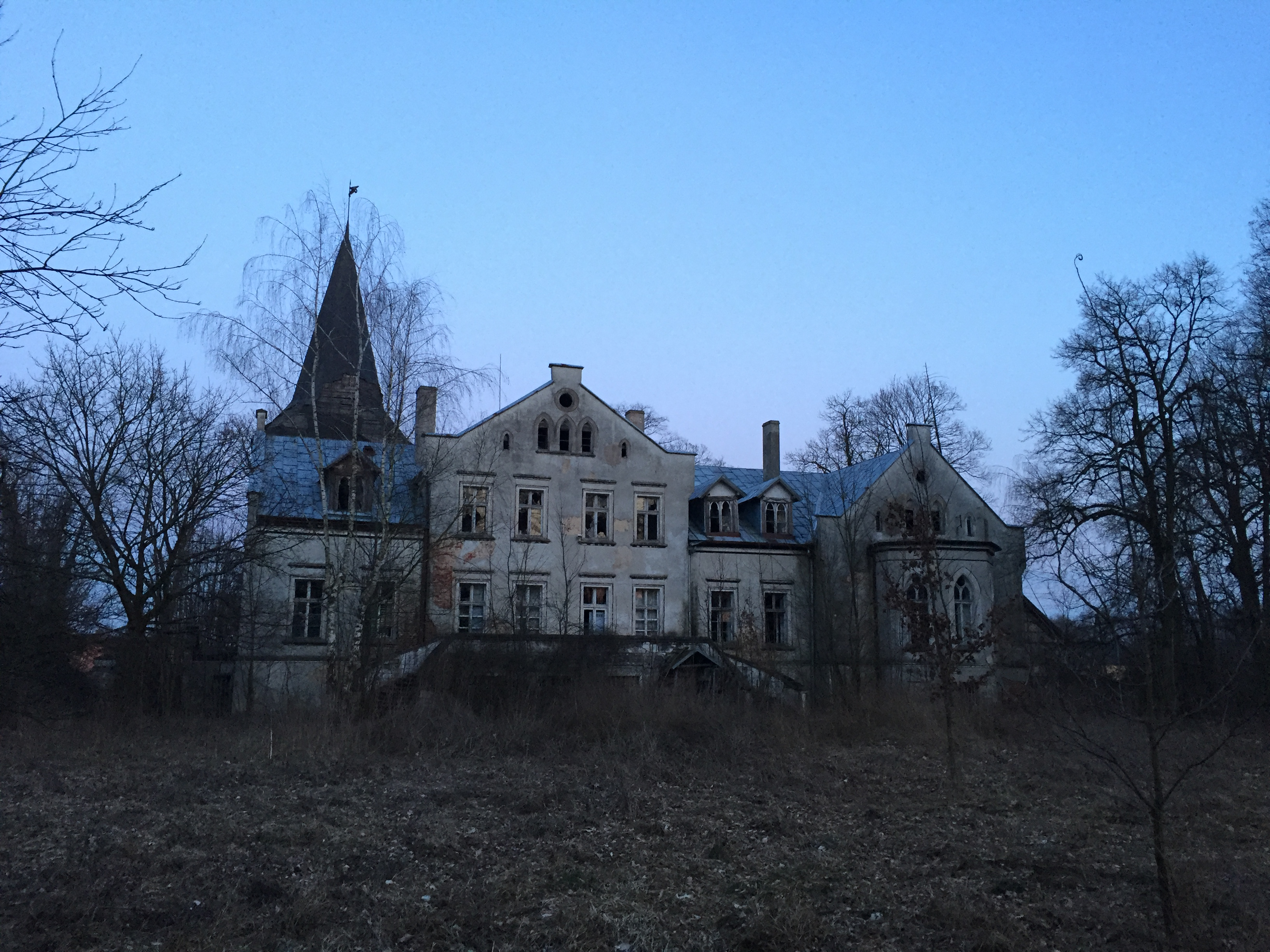
Schloss Nieder-Prietzen

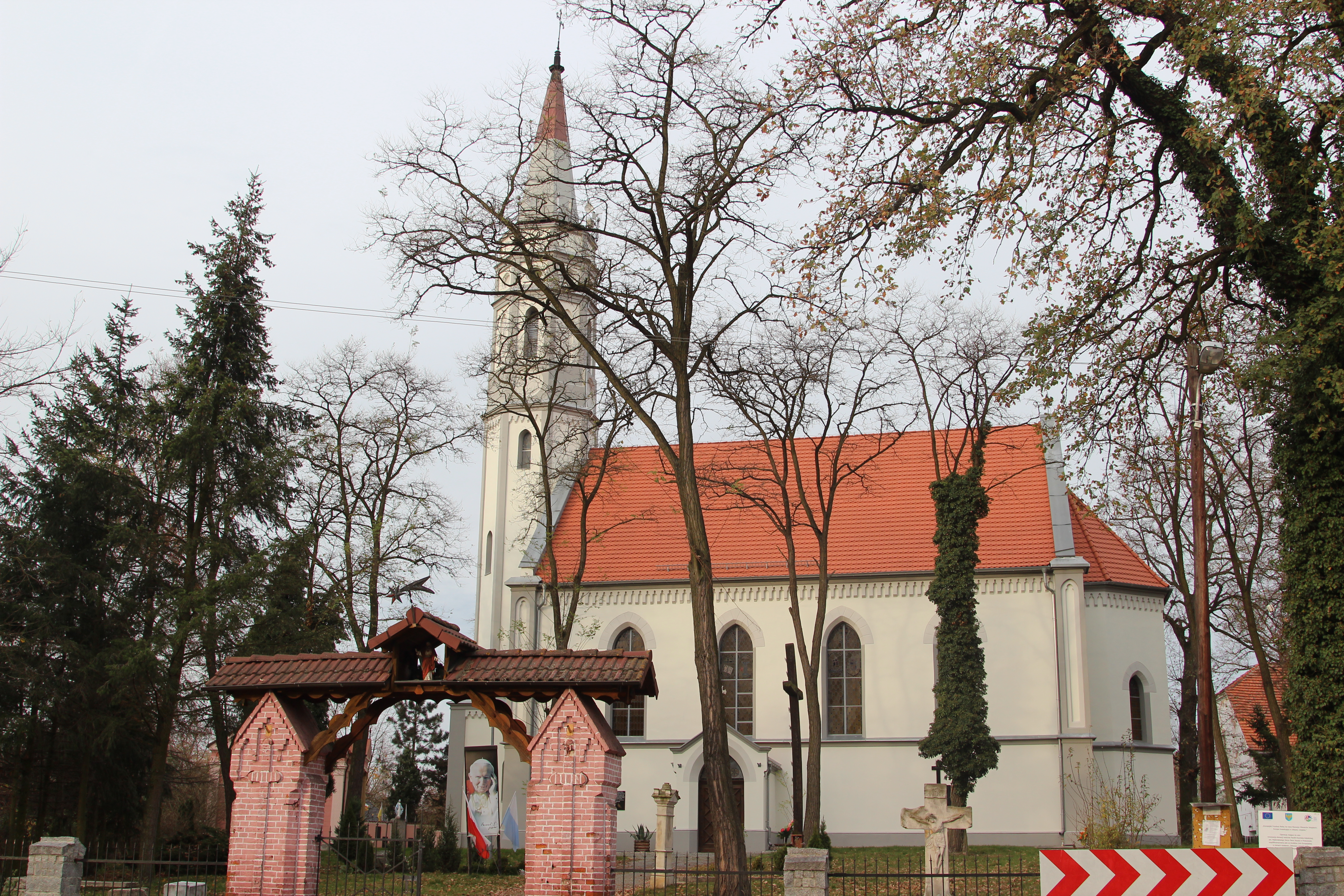
Herz-Jesu-Kirche

Der Ort wurde 1266 erstmals als Bredwitz erwähnt. 1295 wurde im Ort erstmals eine Kirche erwähnt. 1534 hielt die Reformation Einzug in Prietzen.
1711 zerstörte ein Feuer einen Großteil des Dorfes. Nach dem Ersten Schlesischen Krieg 1742 fiel Prietzen mit dem größten Teil Schlesiens an Preußen. 1775 wurde eine evangelische hölzerne Kirche erbaut.
Nach der Neuorganisation der Provinz Schlesien gehörte die Landgemeinde Prietzen, bestehend aus den Ortsteilen Nieder-Prietzen, Ober-Prietzen und Probstteilich-Prietzen, ab 1816 zum Landkreis Oels im Regierungsbezirk Breslau. 1845 bestanden in Nieder-Prietzen ein Schloss, ein Vorwerk, eine Schankwirtschaft und 28 Häuser. Nieder-Prietzen zählte im gleichen Jahr 259 Einwohner, davon 13 katholisch. Ober-Prietzen zählte 1845 eine evangelische Pfarrkirche, ein Vorwerk, eine evangelische Schule, eine Brauerei, eine Brennerei, zwei Wirtshäuser, eine Windmühle sowie die Vorwerke Borken und Mühlchen und 51 Häuser. Im gleichen Jahr lebten in Ober-Prietzen 403 Menschen, davon 12 katholisch und 4 jüdisch. Probsteilich-Prietzen bestand 1845 aus sechs Stellen und einem Acksterstück. 1874 wurde der Amtsbezirk Prietzen gegründet, welcher die Landgemeinden Nieder Prietzen und Ober Prietzen und die Gutsbezirke Nieder Prietzen und Ober Prietzen umfasste.
1926 zählte Prietzen 457 Einwohner. 1933 zählte der Ort 450 sowie 1939 441 Einwohner. Bis 1945 gehörte der Ort zum Landkreis Oels.
1945 kam der bisher deutsche Ort unter polnische Verwaltung, wurde in Przeczów umbenannt und der Woiwodschaft Schlesien angeschlossen. 1950 wurde Przeczów der Woiwodschaft Oppeln zugeteilt. 1999 wurde es Teil des wiedergegründeten Powiat Namysłowski.

## Sehenswürdigkeiten

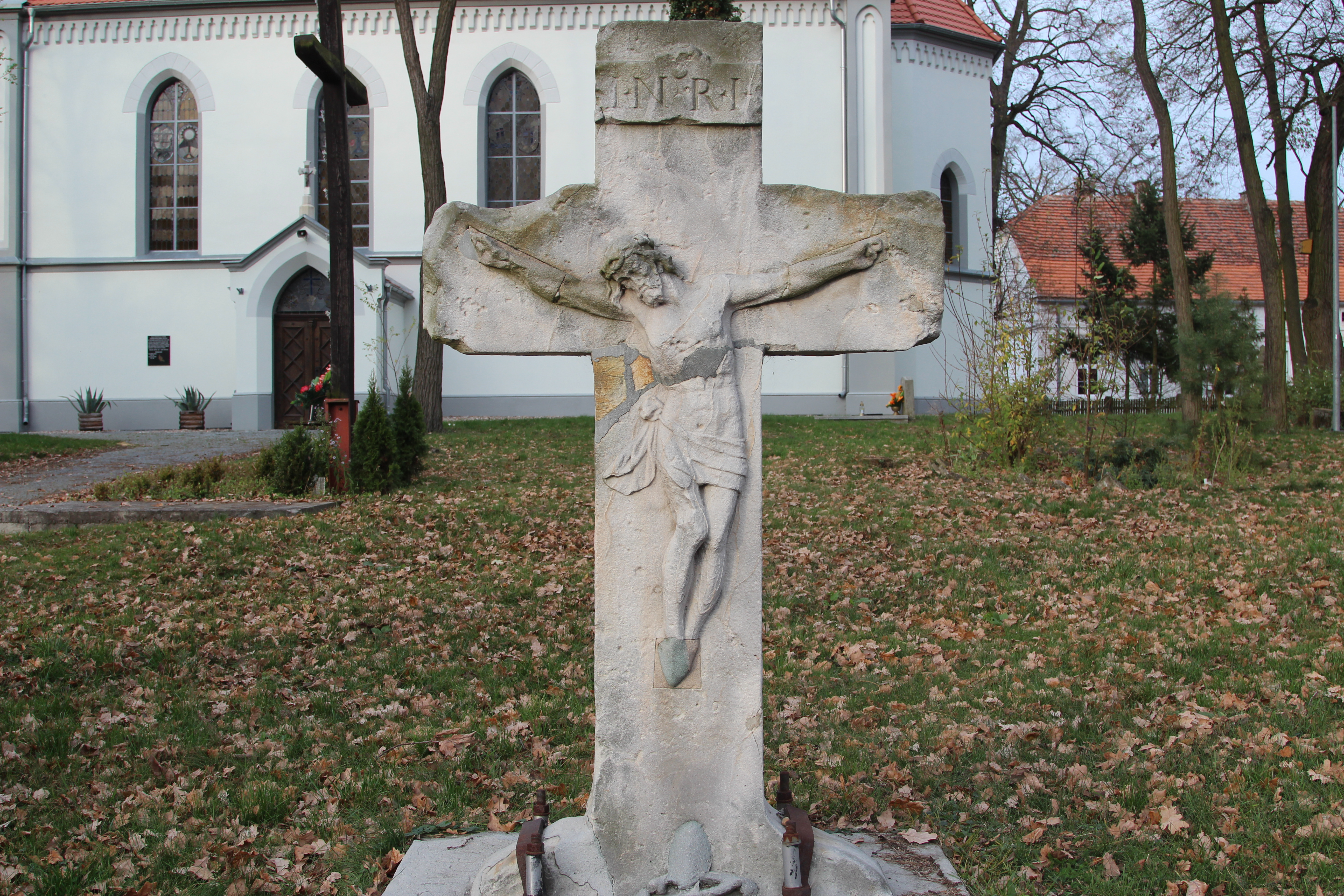
Pestkreuz

- Das Schloss Nieder-Prietzen (poln. Pałac w Przeczowie Dolnym) entstand in der zweiten Hälfte des 19. Jahrhunderts im Stil des Eklkletizismus. Die Grundmauern eines Vorgängerbaus wurden mit einbezogen. Das Schloss besitzt einen L-förmigen Grundriss und einen quadratischen Turm mit spitzen Helm. Das Schloss steht heute leer.[1]
- Schloss Ober-Prietzen (poln. Pałac w Przeczowie Górnym) entstand Ende des 18. Jahrhunderts. Das zweigeschossige Gebäude steht auf einem quadratischen Grundriss und entstand im Stil des Klassizismus.[1]
- Die römisch-katholische Herz-Jesu-Kirche (poln. Kościół Najświętszego Serca Pana Jezusa) wurde 1863 im neogotischen Stil errichtet.[6]
- Pfarrhaus im klassizistischen Stil
- Denkmal für die Gefallenen des Ersten Weltkriegs
- Pestkreuz
- Hölzernes Wegekreuz

## Persönlichkeiten
- Sigrun Koeppe (* 1936), deutsche Filmregisseurin und Kamerafrau